# Turia, Covasna
Turia là một xã thuộc hạt Covasna, România. Dân số thời điểm năm 2002 là 3904 người.